# Tascia rhabdophora
Tascia rhabdophora is een vlinder uit de familie bloeddrupjes (Zygaenidae). De wetenschappelijke naam van deze soort is voor het eerst geldig gepubliceerd in 2002 door Vári.
De soort komt voor in tropisch Afrika.